# Luxor (guvernorát)
Luxorský guvernorát (arabsky:محافظة الأقصر - Muḥāfaẓat al-Aqṣur) je nejmladší a nejmenší egyptský guvernorát, vytvořený 7. prosince 2009 egyptským prezidentem Mubarakem. Byl oddělen od guvernorátu Kená a jeho hlavním městem je Luxor.